# Аллигатор 2: Мутация
«Аллига́тор 2: Мута́ция» — американский фильм ужасов 1991 года. Мировая премьера состоялась 28 марта 1991 года (исключение составляет лишь Португалия — там премьера фильма состоялась 22 ноября 1991 года). Данный фильм является сиквелом фильма 1980 года «Аллигатор».

## Выход наVHS
- Германия: 28 марта 1991 года
- Япония: 31 августа 1991 года
- США: 18 декабря 1991 года

## Сюжет
Владелец производства ядовитых химикатов, наживающийся на чужом здоровье, все отходы своих предприятий сливает в городское озеро. Туда же выведены и стоки городской канализации. Местные рыбаки временами забредают на озеро в поисках улова. Вторая серия «Аллигатора» начинается именно в тот момент, когда парочка любителей ночной рыбной ловли повстречалась с облюбовавшим себе новое пристанище гигантским и очень зубастым крокодилом.

## В ролях
- Джозеф Болонья — Дэвид Ходжес
- Ди Уоллес Стоун — Кристин Ходжес
- Ричард Линч — Хоук Хоукинс
- Вуди Браун — Рич Хармон
- Холли Гэньер — Шери Андерсон